# Macromia negrito
Macromia negrito – gatunek ważki z rodziny Macromiidae. Występuje endemicznie na Filipinach.